# Herøy (Møre og Romsdal)
Herøy ist eine norwegische Kommune im Fylke Møre og Romsdal.
Die Kommune umfasst die Inselgruppe der Sørøyane südwestlich von Ålesund. Neben den bewohnten Inseln Herøya, Leinøya, Bergsøya, Remøya, Runde und Nerlandsøya gehört auch ein Teil der Insel Gurskøya zur Kommune. Außerdem gibt es 359 Holmen und Schären sowie die unbewohnten Inseln Skorpa und Svinøya mit dem Leuchtfeuer Svinøy fyr. Die Kommune hat 233 km Küstenlinie; der höchste Punkt befindet sich auf Gurskøya mit dem 660 m hohen Berg Sollia.
Alle Inseln sind untereinander mit Brücken verbunden. Die Gemeindeverwaltung befindet sich im Fischereistädtchen Fosnavåg.
Das Motto der Gemeinde lautet: „Herøy – ei båtlengt føre“ (Herøy – eine Bootslänge voraus). 
In Norwegen gibt es noch eine zweite Kommune mit gleichem Namen: Herøy im Fylke Nordland.

## Kultur

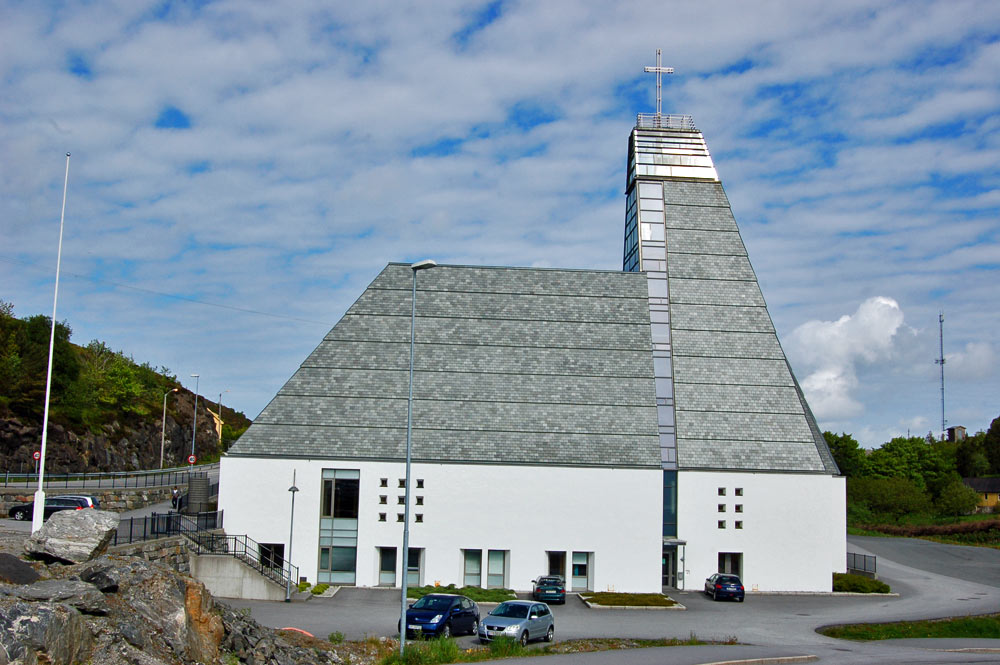
Herøy kyrkje

Auf der Insel Herøya wird jedes Jahr am ersten Juli-Wochenende das Wikinger-Musical Kongens Ring aufgeführt.

## Wirtschaft
Die Lebensgrundlage der Gemeinde bildet neben Fischerei und Landwirtschaft eine beachtliche Flotte an Versorgungsschiffen für die Erdölindustrie vor der Westnorwegischen Küste. Die Herøyflotte umfasst rund 114 Versorgungs-, Offshore- und Küstenwachschiffe sowie 27 Fischereischiffe.

### Reedereien mit Sitz in Herøy
- Bourbon Offshore Norway AS
- Fosnavaag Shipping AS
- Havila Shipping ASA
- Olympic Shipping AS
- Rem Offshore ASA
- Rem Star AS
- Remøy Management AS
- Remøy Shipping AS

### Tourismus

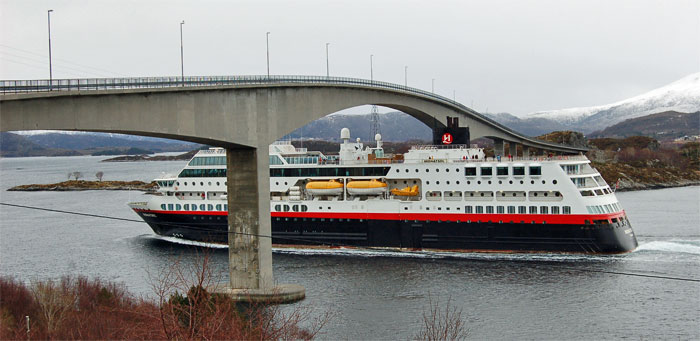
Das Schiff Midnatsol der Hurtigruten unter der Herøybrua

Für Touristen, Ornithologen und Botaniker von besonderer Bedeutung ist die Vogelinsel Runde. Runde ist mit zirka 170.000 Brutpaaren pro Jahr Skandinaviens südlichster und drittgrößter Vogelfelsen. Die Insel ist durch eine Brückenverbindung (Rundebrua) zum Festland leicht zugänglich.
Seit der Eröffnung des Eiksundtunnels ist die Gemeinde auch ohne Inlandsfähre erreichbar.
Im Jahr 2009 wurde auf der Insel Runde ein Forschungsinstitut, das Runde Miljøsenter eröffnet. Seit 2011 ist im Miljøsenter ein Teil des „Runde-Schatzes“ ausgestellt.
Die Gemeinde besitzt mit dem Herøyterminalen in Torvik einen Hafen der Hurtigruten.

## Bekannte Personen der Gemeinde
- Lars Ivar Moldskred – Fußballspieler des Molde FK
- Svein Møller (1958–1999) – Kantor und Komponist
- Gerald Pettersen – Schauspieler
- Bjarne Rabben – Schriftsteller, Lokalpolitiker
- Trude Teige – Journalistin des Fernsehsenders TV 2
- Ragnar Thorseth – Abenteurer, Weltumsegler mit dem Wikingerschiff Saga Siglar
- Suzannah Ibsen – Frau des Schriftstellers Henrik Ibsen
- May-Britt Moser – Nobelpreisträgerin in Medizin 2014